# 인간의 이해력에 관한 탐구
《인간의 이해력에 관한 탐구》는 스코틀랜드의 경험주의 철학자 데이비드 흄이 1748년에 영어로 출판한 책이다. – 40년에 런던에서 익명으로 출판된 《인간 본성에 관한 논고》의 초기 노력의 개정판이었다. 흄은 자신이 말한 대로 "언론에서 완전히 무너진" 논고의 수용에 실망했고 더 짧고 논쟁적인 저작을 작성하여 대중에게 더 발전된 아이디어를 전파하려고 다시 시도했다.
그의 노력의 최종 산물은 《탐구》였다. 가장 중요한 측면을 명확히 하고 강조하기 위해 원래의 많은 내용을 생략했다. 예를 들어, 개인의 정체성에 대한 흄의 견해는 나타나지 않는다. 그러나 인식론에서의 습관의 역할에 대한 흄의 주장과 같은 더 중요한 명제는 그대로 유지된다.
이 책은 그 직후와 오늘날에도 매우 영향력 있는 것으로 판명되었다. 이마누엘 칸트는 이 책을 자칭 "독단적인 잠"에서 깨워준 책이라고 지적한다. 근대철학의 고전으로 널리 간주된다.

## 내용
주장은 논리적으로 서로 이어지는 장으로 분리된 일련의 점진적 단계로 진행된다. 그의 인식론을 설명한 후 흄은 자신의 원칙을 특정 주제에 적용하는 방법을 설명한다.

### 1. 다양한 종류의 철학
탐구의 첫 번째 섹션에서 흄은 철학 전반에 대한 대략적인 소개를 제공한다. 흄에게 철학은 자연 철학과 인간 본성 철학(또는 그가 "도덕 철학"이라고 부름)의 두 가지 일반적인 부분으로 나눌 수 있다. 후자는 행동과 생각을 모두 조사한다. 그는 이 섹션에서 경고의 방법으로 미묘한 생각을 가진 철학자는 결론이 대중의 의견과 더 직관적으로 일치하는 철학자에게 유리하게 버려질 가능성이 있음을 강조한다. 그러나 그는 정확성이 철학의 공예를 포함하여 모든 종류의 예술과 공예에 도움이 된다고 주장한다.

### 2. 관념의 기원
다음으로 흄은 인상과 관념의 구분에 대해 논의한다. '인상'은 감각을 의미하고 '관념'은 기억과 상상을 의미한다. 흄에 따르면 이 둘의 차이점은 관념이 인상보다 덜 생생하다는 것이다. 예를 들어, 오렌지의 맛에 대한 아이디어는 실제로 오렌지를 먹는 느낌(또는 감각)보다 훨씬 열등하다. 경험론의 전통 안에서 글을 쓰면서 그는 인상이 모든 관념의 근원이라고 주장한다.
흄은 관념의 단순한 감각의 산물일 수도 있고, 감각과 함께 작용하는 상상의 산물일 수도 있다는 점을 받아들인다. 흄에 따르면, 창의적 능력은 감각 인상에서 상상을 만들어내는 (적어도) 네 가지 정신적 조작을 사용한다. 이러한 작업은 합성 (유니콘을 만들기 위한 말의 뿔과 같이 한 아이디어를 다른 아이디어에 추가하는 것)이다. 대체 (켄타우로스를 만들기 위해 말을 탄 사람의 몸으로 사물의 한 부분을 다른 부분으로 대체); 증대 (크기가 증대된 거인의 경우와 같이); 및 감소 (크기가 감소한 릴리푸트 사람들과 마찬가지로).
그러나 흄은 자신의 설명에 한 가지 이의가 있음을 인정한다. 사고 실험에서 그는 한 가지를 제외하고 모든 파란색 음영을 경험한 사람을 상상해 보라고 요청한다. 그는 이 사람이 한 번도 경험한 적이 없음에도 불구하고 이 특정한 파란색 음영의 색을 점칠 수 있을 것이라고 예측한다. 이것은 경험적 설명에 심각한 문제를 제기하는 것으로 보이지만 흄은 이전 인상의 조합에서 파생된 새로운 아이디어를 경험할 수 있다고 말함으로써 예외적인 경우로 이를 무시한다.

### 3. 관념의 결합
이 장에서 흄은 생각이 어떻게 연속적으로 일어나는 경향이 있는지 논의한다. 그는 관념 사이에 적어도 세 가지 종류의 연관성이 있다고 설명한다. 유사성, 시공간의 연속성 , 인과 관계이다. 그는 관념사이에 존재하는 다양한 종류의 연결을 설명해야 하는 보편적인 원리 가 있어야 한다고 주장한다. 그러나 그는 이 원칙이 무엇인지 즉시 보여주지 않는다.

### 4. 이해의 작동에 관한 회의적 의심
첫 번째 부분에서는, 흄에 나와있는 방법 탐구의 목적은 대략 다음 중 하나이다 "관념의 관계" 또는 "사실의 문제"이다. 이는 분석 및 종합 명제의 구별과 유사하다. 그는 독자들에게 전자는 보여줌으로 증명되고 후자는 경험을 통해 주어진다고 말한다. 사실의 문제가 어떻게 전적으로 경험의 산물인지 설명하면서 그는 그것이 선험적 추론을 통해 도달할 수 있다는 개념을 기각한다. 흄에게 모든 결과는 그 원인을 자의적으로 따를 뿐이다. 그것들은 서로 완전히 다르다.
2부에서 흄은 경험이 세상에 대한 어떤 결론을 낳는다고 누가 정당하게 믿을 수 있는지 묻는다.
"사실에 관한 우리의 모든 추론의 본질이 무엇 이냐는 질문을 받을 때, 적절한 대답은 그것들이 원인과 결과의 관계에 기초를 두고 있다는 것인 것 같다. 다시 질문할 때, 그 관계에 관한 우리의 모든 추론과 결론의 기초는 무엇인가? 경험이라는 한 단어로 대답할 수 있다. 그러나 우리가 여전히 우리의 체하는 유머를 계속해서 질문한다면, 경험에서 나온 모든 결론의 기초는 무엇인가? 이것은 더 어려운 해답과 설명이 될 수 있는 새로운 질문을 의미한다."
그는 경험의 타당성에 대한 만족스러운 논증이 실증("자연의 과정이 바뀔 수 있다는 모순을 의미하지 않기 때문에")이나 경험(순환 논증이 될 것이기 때문에) 둘 다에 기초할 수 없다는 것을 보여준다. 여기에서 그는 귀납의 문제로 알려지게 될 것을 설명하고 있다.

### 5. 이러한 의심에 대한 회의적인 해결책
흄에 따르면 우리는 인간의 본성이 우리로 하여금 진지하게 받아들이도록 강요하는 습관이나 관습 때문에 경험이 세상에 대해 무엇인가 말해준다고 가정한다. 이것은 또한 관념간의 연결을 구성하는 "원칙"이기도 하다.
"퓌론주의 또는 회의주의의 과도한 원칙을 파괴하는 가장 큰 전복은 행동, 고용 및 공동 생활의 직업이다. 이러한 원리는 학교에서 번성하고 승리할 수 있다. 불가능하지는 않더라도 그것을 논박하는 것이 참으로 어려운 곳이다. 그러나 그들이 그늘을 떠나는 순간, 그리고 우리의 열정과 감정을 작동시키는 실제 대상의 존재로 인해 우리 본성의 보다 강력한 원칙과 반대되는 위치에 놓이자마자 연기처럼 사라지고 가장 단호한 회의론자를 남긴다. 다른 필사자들과 같은 조건이다."
두 번째 부분에서 그는 믿음에 대한 설명을 제공한다. 그는 믿음과 허구의 차이점은 전자는 후자가 아닌 어떤 확신을 만들어낸다는 점이라고 설명한다.

### 6. 개연성
이 짧은 장은 개연성과 우연의 개념으로 시작한다. 그에게 '개연성'은 더 높은 확률을 의미하며, 보는 사람에게 더 높은 수준의 주관적 기대를 불러일으킨다. "우연히"라는 말은 시청자가 시청자의 경험에 따라 가능하다고 생각하는 모든 특정 이해 가능한 이벤트를 의미한다. 그러나 더 많은 경험은 이러한 동등한 기회를 가져오고 상상력이 특정 기회가 다른 기회보다 더 자주 발생한다는 것을 관찰하도록 강요한다. 상상력에 작용하는 이러한 부드러운 힘은 보는 이로 하여금 결과에 대한 강한 믿음을 갖도록 한다. 이 효과는 과거의 경험을 취하여 미래를 예측하는 관습이나 습관 의 또 다른 경우로 이해될 수 있다.

### 7. 필요한 연결의 관념

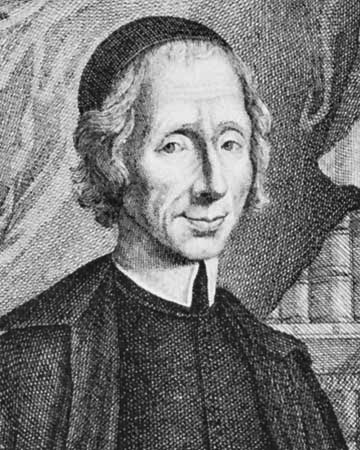
흄의 철학적 반대자 중 한명인 니콜라 말브랑슈

"필요한 연결"에 의해 흄은 하나의 아이디어를 다른 아이디어에 필연적으로 연결하는 힘 또는 힘을 의미한다. 그는 모든 감각적 특성이 필연적으로 결합되어 있다는 개념을 거부한다. 그의 전임자인 버클리와 로크와 달리 흄은 의지의 의지나 충동이 의지의 힘에 대한 어떤 감각을 통해 그들이 생산하는 행동과 필연적으로 연결되도록 추론될 수 있다는 생각을 거부한다. 그는 다음과 같이 추론한다. 1. 우리가 이 힘의 본질을 안다면 심신 분할이 우리에게 완전히 신비하지 않게 보일 것이다. 2. 우리가 이 신비한 힘에 대한 즉각적인 지식을 갖고 있다면, 우리는 왜 우리가 신체의 일부(예: 손이나 혀)를 제어할 수 있고 다른 부분(예: 간 또는 마음); 3. 우리는 의지의 충동이 행동을 일으키도록 하는 힘(예: 행동의 직접적인 원인인 "근육, 신경, 동물의 영혼")에 대한 즉각적인 지식이 없다. 그는 이러한 능력이 마음에만 영향을 미치기 때문에 우리가 이러한 능력에 대해 알고 있다는 개념에 반대하는 유사한 주장을 펼친다.  그는 또한 원인이 니콜라 말브랑슈와 관련된 견해인 기회 원인론에 대해 반대한다.
이러한 대안적인 설명을 생략하고, 그는 필요한 연결에 대한 지식의 출처 를 많은 경우에 걸쳐 특정 인상의 끊임없는 결합의 관찰에서 발생하는 것으로 식별한다. 이런 식으로 사람들은 의지의 힘에 대한 즉각적인 지식이 아니라 엄격한 관습이나 습관을 통해 필요성을 안다.

### 8. 자유와 필연
흄은 그 주제에 관한 모든 논쟁은 단지 정의에 대한 동의 부족에 근거한 주장에 불과하다고 믿다. 그는 먼저 대부분의 사건이 결정론적이지만 인간의 행동이 더 논란의 여지가 있다는 것이 분명하다는 것을 보여준다. 그러나 그는 외부 관찰자가 순수한 물리적 시스템에서 볼 수 있는 것과 동일한 규칙성을 볼 수 있기 때문에 이것들도 필연적으로 발생한다고 생각한다. 필연성과 자유의 양립가능성을 보여주기 위해 흄은 자유를 자신의 의지에 기초하여 행동할 수 있는 능력으로 정의한다. 그런 다음 그는 결정론과 자유 의지가 어떻게 양립 가능한 개념이며 윤리 또는 도덕적 삶에 나쁜 영향을 미치지 않는지 (아주 간략하게) 보여준다.

### 9. 동물의 이성
흄은 이러한 결론이 인간만이 아니라 동물에게도 적용된다는 것을 보여줄 수 있다면 매우 강력할 것이라고 주장한다. 그는 동물이 인간이 하는 것과 같은 방식으로 인과 관계를 추론할 수 있다고 믿었다.  그는 또한 동물이 가지고 있는 이 "추론" 능력이 이성을 통해서가 아니라 오직 관습에 의한 것이라고 지적한다. 흄은 짐승과 인간이 공유하는 타고난 본능 능력, 즉 (관습을 통해) 실험적으로 추론하는 능력이 있다고 결론지었다. 그럼에도 불구하고 그는 인간과 동물이 기억력과 주의력의 차이, 추론 능력, 긴 사슬에서 추론하는 능력, 아이디어를 어느 정도 명확하게 파악하는 능력, 인간의 능력 등 여러 면에서 정신 능력이 다르다는 것을 인정한다.

### 10. 기적
흄이 다루기 위해 노력하는 다음 주제는 인간 증언의 신뢰성과 증언 이 인식론에서 차지하는 역할에 대한 것이다. 이것은 흄에게 쓸데없는 걱정이 아니었다. 결과에 따라 전체 생각은 인식론자에게 기적에 대한 생각에 대한 확신을 줄 것이다.
그의 경험적 테제에 충실하게, 흄은 증언이 어느 정도 힘을 발휘하긴 하지만 그것이 감각의 직접적인 증거만큼 강력하지는 않다고 독자들에게 말한다. 그렇지만 그는 우리가 사람의 증언을 신뢰할 수 있는 근거를 가질 수 있는 몇 가지 이유를 제시한다. 사람들은 진실을 말하는 경향이 있고 거짓을 말하는 것을 부끄러워하기 때문이다. 말할 필요도 없이, 이러한 이유는 경험에 부합하는 정도로만 신뢰할 수 있다.
그리고 경험에 근거한 인간의 간증에 회의적인 데에는 여러 가지 이유가 있다. a) 증언이 서로 상충되거나, b) 증인의 수가 적거나, c) 화자가 성실하지 못하거나, d) 화자가 지나치게 주저하거나 대담하거나, e) 화자가 거짓말을 하려는 동기가 있는 것으로 알려진 경우, 인식론자는 화자의 주장에 회의적인 이유가 있다.
흄은 우리에게 주어진 증언을 의심할 근거를 제공한다고 생각하는 한 가지 마지막 기준이 있다. 그것은 f) 전달되는 명제가 기적적인 경우이다. 흄은 기적을 자연의 법칙과 모순되는 모든 사건으로 이해한다. 그는 자연의 법칙은 그 배후에 압도적인 증거를 가지고 있고 모든 사람의 경험에 너무나 잘 입증되어 있기 때문에 그러한 법칙에서 벗어나는 것은 모든 증거에 직면하게 될 수밖에 없다고 주장한다.
더욱이 그는 네 가지 이유로 기적에 대한 이야기가 표면적으로 타당하지 않다고 강조한다. 첫째, 그는 역사를 통틀어 무관심한 전문가들로 이루어진 광범위한 집단에 의해 입증된 기적은 없었다고 설명한다. 둘째, 그는 인간은 경이로움을 기뻐하며 이것이 악당에게 다른 사람을 조종할 기회를 제공한다고 지적한다. 셋째, 기적을 붙들고 있는 자가 야만으로 가는 경향이 있다고 생각한다. 마지막으로, 간증은 기적에 관해서는 서로 충돌하는 경향이 있기 때문에(즉, 한 사람의 종교적 기적은 다른 사람의 기적과 모순될 수 있음) 환상과 관련된 모든 증언은 자기 비난이다.
그럼에도 불구하고 흄은 역사가들이 사실에 대한 보고가 광범위하고 균일하다면 일반적으로 자신 있게 신뢰해야 한다고 경고한다. 그러나 그는 역사가들이 나머지 인류와 마찬가지로 사실을 해석하는 데 오류가 있다고 제안하는 것 같다. 따라서 모든 역사가가 1600년에 일식이 있었다고 주장한다면, 우리는 처음에는 그것을 자연법칙에 위배되는 것으로 순진하게 생각할지 모르지만 우리는 그것을 사실로 받아들이게 될 것이다. 그러나 모든 역사가가 엘리자베스 여왕이 장례식 후에 행복하고 건강하게 걸어다니는 것이 관찰되었다고 주장하고 그것이 그들이 죽음에서 살아났다는 의미로 해석한다면, 우리는 논쟁하기 위해 자연법에 호소할 이유가 있을 것이다.

### 11. 특정한 섭리와 미래의 상태에 대하여
흄은 천국과 지옥에 대한 확장된 토론을 통해 신학에 대한 인식론의 적용을 계속한다. 이 장의 정면은 흄의 의견이 아니라 흄의 익명 친구 중 한 사람의 의견을 서술하고 있는데, 그는 철학자 에피쿠로스가 상상한 연설에서 다시 한 번 의견을 제시한다. 그의 친구는 결과에서 원인을 추적하는 것은 가능하지만 이렇게 추적된 원인에서 보이지 않는 결과를 추론하는 것은 불가능하다고 주장한다. 그러므로 친구는 우리가 만물의 첫 번째 원인인 신이 있다고 가정하더라도 내세에 대해 아무것도 유추할 수 없다고 주장한다.
흄은 친구에게 이의를 제기한다. 미완성된 건물을 보면 인간이 어떤 의도를 가지고 만든 것이며 미래에 완공될 것이라고 추론할 수 없습니까? 그의 친구는 동의하지만, 우리는 다른 인간의 의도는 알 수 있지만 하나님의 마음의 내용을 아는 척 할 수는 없는 관련 비유가 있음을 나타낸다. 흄은 본질적으로 그의 친구의 추론에 설득된 것 같다.

### 12. 학문적 또는 회의적 철학
마지막 장의 첫 번째 섹션은 다양한 회의론적 주장의 개요로 잘 구성되어 있다. 치료에는 무신론, 데카르트 회의론, "가벼운" 회의론, 경험론에 대한 합리주의적 비판의 주장이 포함된다. 흄은 심지어 가벼운 회의론도 세계에 대한 압도적인 의심으로 이어진다는 것을 보여준다. 이러한 의심은 궁극적으로 철학적으로 정당화될 수 있지만 관습이나 습관에 대한 비철학적 고수를 통해서만 싸울 수 있다. 그는 데카르트와 로크의 인식론에 대한 자신의 유보로 섹션을 끝낸다.
두 번째 섹션에서 그는 강경한 회의론을 날카롭게 비난함으로써 다시 그 주제로 돌아간다.
"왜냐하면 과도한 회의론에 대한 가장 중요하고 혼란스러운 반대는 그것이 완전한 힘과 활력을 유지하고 있는 동안에는 어떤 항구적인 재화도 얻을 수 없다는 것이다. 우리는 그러한 회의론자에게 묻기만 하면 된다. 그의 의미가 무엇인가? 그리고 그가 이 모든 흥미로운 연구를 통해 제안한 것은 무엇인가? 그는 즉시 당황하고 무엇에 대답해야 할지 모르다... 퓌론주의자는 그의 철학이 정신에 지속적인 영향을 미칠 것이라고 기대할 수 없다. 오히려 그가 인정하고자 하는 바가 있다면 모든 인간의 생명은 반드시 멸망해야 한다는 것이 그의 원칙이 보편적이고 꾸준히 우세하다는 사실을 인정해야 한다."
그는 지식의 한계를 한 번에 제시함으로써 이 책을 끝맺다. " 이러한 원칙을 믿고 도서관을 들락거릴 때 우리는 무엇을 파괴해야 하는가? 우리가 어떤 책을 손에 든다면; 예를 들어, 종교나 형이상학의; 우리는, 그 수량 또는 숫자에 관한 추상적 인 추론이 포함되어 있는가?아니오 . 사실과 실존에 관한 실험적 추론을 담고 있습니까?아니오. 그런 다음 그것을 불길에 던져라. 왜냐하면 그것은 궤변과 환상 외에는 아무것도 포함할 수 없기 때문이다. "

## 비판과 반박
흄이 인간 증언의 타당성을 검토할 때 나열한 기준은 현대 사회 심리학에서 의사 소통-설득 패러다임이라는 기준 아래 대략적으로 지지된다.
학습에 대한 "관습적" 관점은 여러 면에서 연합주의 심리학에 비유될 수 있다. 이러한 관점은 20세기 연구에서 심한 비판을 받아왔다. 그러나 주제에 대한 테스트는 다소 분열되었다. 고양이와 같은 특정 동물을 대상으로 한 실험 결과, 고양이는 원인과 결과에 대한 통찰력을 마음으로 파악할 수 있는 능력이 없다는 결론을 내렸다. 그러나 침팬지와 같은 일부 동물은 목표를 달성하기 위해 창의적인 행동 계획을 세울 수 있었고 따라서 단순한 관습을 초월한 인과적 통찰력을 가지고 있는 것으로 보이다.

## 참고 문헌
1. ↑  See Hume, David (1748). 《Philosophical Essays Concerning Human Understanding》 1판. London: A. Millar. 2014년 6월 28일에 확인함. via Google Books
2. ↑  Hume, David (1776), My Own Life, Appendix A of Ernest Campbell Mossner, The Life of David Hume, University of Texas Press, 1954.
3. ↑  I. Kant "Prolegomena to Any Future Metaphysics"
4. ↑  In Locke's terminology, this was known as the division between simple and complex ideas of sense.
5. ↑  Hume, D., Enquiries concerning Human Understanding and concerning the Principles of Morals Reprinted from 1777 edition, Third Edition, L. A. Selby-Bigge (ed.), Clarendon Press, Oxford, Sect. XII, Part III, p.165.
6. ↑  Kohler, Wolfgang. (1925). The mentality of apes. New York: Harcourt. Cited from: Passer, Michael et al. (2003). Psychology: Frontiers and Applications. First Canadian Edition. McGraw-Hill: Toronto. p. 267.